# MAN SG 192
MAN SG 192 (do 1972 roku MAN 890 SG) – seria autobusów miejskich marki MAN produkowanych w Niemczech w latach 1970-1980. Autobus spełniał standardy VÖV; należy do pierwszej generacji autobusów MAN.

## MAN SG 192 w Polsce

### Łódź
Wyprodukowane w latach 1974-1976 przez MAN Nutzfahrzeuge autobusy przegubowe MAN SG 192 sprowadzone zostały latem 1991 roku z Amsterdamu (do 1988 roku autobusy te pracowały w Augsburgu). Autobusy zostały wpisane na stan zajezdni przy ówczesnej ulicy Kraszewskiego (dziś – Kilińskiego) nadając numery boczne od 1139 do 1149.
Malowanie autobusów było zróżnicowane, większość była czerwono-kremowa, część wyposażono także w reklamy oraz elementy koloru zielonego.

#### Dane techniczne
Większość parametrów było zgodnych ze standardowymi, przedstawionymi w głównej tabeli po prawej stronie. Pozostałe przedstawiono w tabelce poniżej.
| parametr                | wartość                                                                  |
| ----------------------- | ------------------------------------------------------------------------ |
| skrzynia biegów         | 3HM60 (mechaniczna, 10 autobusów) Doromat 874A (automatyczna, 1 autobus) |
| ilość miejsc siedzących | 48 +1                                                                    |
| ilość miejsc stojących  | 62                                                                       |

#### Eksploatacja
W sierpniu 1994 roku wycofano dwa pierwsze autobusy MAN SG 192. W październiku tego samego roku w jednym z pojazdów wymieniono tylny człon (z kasowanego innego egzemplarza). Latem 1995 roku odstawiono wszystkie pojazdy jako rezerwę. Ostatecznie wycofano je rok później, 30 czerwca 1996. Prawdopodobnie w ten międzyczas żaden z pojazdów nie wyjechał już na miasto. Autobusy zezłomowano we wrześniu 1996.

### Lublin
W latach 90. Miejskie Przedsiębiorstwo Komunikacyjne w Lublinie stanęło w nowej sytuacji, kiedy po dostawach krajowych autobusów Jelcz PR110M nastała przerwa w dostawie nowego taboru. MPK funkcjonowało wówczas jako zakład budżetowy. Ponieważ budżet miasta nie był zbyt zasobny, a pojawiała się konkurencja pod postacią prywatnych przewoźników, zainteresowano się używanymi autobusami z zachodu. Mimo lat produkcji oferowanych autobusów (autobusy z lat 70.), to reprezentowały one wyższy poziom wykonania i większe zaawansowanie techniczne, nowocześniejsze niż krajowe produkcje, które to prezentowały typową dla ówczesnej gospodarki stosunkowo niską jakość wykonania.
W latach 1993–1994 MPK Lublin pozyskało więc łącznie 14 używanych autobusów MAN SG 192, pochodzących z różnych niemieckich miast. Zakupu dokonano pomimo lat produkcji i braku przejścia żadnych remontów, ponieważ autobusy mimo to zdatne były do podjęcia obsługi linii miejskich.
Przegubowe MAN-y, mimo wieku, oferowały znacznie większy komfort podróży niż pozostała część taboru. Sprawiały jednak duże problemy techniczne, i z uwagi na brak dostępności części zamiennych szybko je wycofywano (nawet w tym samym roku, w którym je wprowadzano) i wyłączane z eksploatacji autobusy wykorzystywano jako źródło części zamiennych dla autobusów, które jeszcze były w ruchu.
W 1997 roku, po dostarczeniu dużej partii Neoplanów N4020, szybko zaczęto wycofywać przegubowe SG 192. Eksploatację 5 ostatnich zakończono w 1999 roku w wieku 20-24 lat.
Autobusy przez cały okres eksploatacji wyposażone były w malowanie zagranicznego przewoźnika.
Trudności związane z eksploatacją spowodowały, że lubelskie MPK przez długi okres powstrzymywało się od zakupu autobusów używanych.